# Bombus bicoloratus
Bombus bicoloratus (saknar svenskt namn) är en insekt i överfamiljen bin (Apoidea) och släktet humlor (Bombus) som lever i Centralasien.

## Beskrivning
Bombus bicoloratus är en stor humla med lång tunga. Huvudet är övervägande svart, och mellankroppen är gul med ett svart fält mellan vingfästena. Detta kan dock vara otydligt eftersom den gula pälsen kan ha inlagring av svarta hår, ibland så kraftigt att hela mellankroppen blir mer eller mindre svart. Större delen av bakkroppen är gul, med ett tunt svart tvärstreck på fjärde tergiten, följt av orangerött. Den sista tergiten, bakkroppsspetsen, är vitt. Speciellt drottningen är stor, omkring 22 mm; arbetarna är omkring 18 mm och hanarna omkring 20 mm. Förutom storleksskillnaderna är de tre kasterna lika.

## Taxonomi
Tidigare delades taxonet upp i två arter, B. bicoloratus, som finns på öarna Hainan och Taiwan och har svart mellankropp, samt fastlandsformen B. kulingensis med gula partier på mellankroppen. Redan 2006 framfördes möjligheten att de kunde tillhöra en och samma art, grundat på likheten i deras DNA, och numera (2020) betraktas de allmänt som geografiska variationer.

## Ekologi
Humlan finns sällsynt i kuperade lågländer vid basen av större berg. Flygtiden är kort och varar från maj till juli.

## Utbredning
Bombus bicoloratus finns i de central- och sydkinesiska provinserna Sichuan, Hubei, Anhui, Guizhou, Guangxi, Hunan, Guangdong, Jiangxi, Fujian, Zhejiang och Hainan samt Taiwan.

### Fotnoter
1. ↑  ”Megabombus” (på engelska). Natural History Museum, London. http://www.nhm.ac.uk/research-curation/research/projects/bombus/mg.html. Läst 16 januari 2015.
2. 1 2 3 4 5 6 7 8 9  ”Bombus bicoloratus Smith, 1879” (på engelska). Integrated Taxonomic Information System (ITIS). https://www.itis.gov/servlet/SingleRpt/SingleRpt?search_topic=TSN&search_value=714873#null. Läst 2 juni 2024.
3. 1 2 3 4  Williams et al., The bumblebees of Sichuan (Hymenoptera: Apidae, Bombini) sid. 9, 41-42
4. ↑  S A Cameron, H M Hines & P H Williams (10 augusti 2006). ”A comprehensive phylogeny of the bumble bees (Bombus)” (på engelska) (PDF (380 kB)). Biological Journal of the Linnean Society, 2007, 91, 161–188.. Linnean Society, London. sid. s. 13, 18–20. doi:10.1.1.125.1245. http://citeseerx.ist.psu.edu/viewdoc/download?doi=10.1.1.125.1245&rep=rep1&type=pdf. Läst 30 november 2020.
5. ↑  ”Bombus kulingensis Cockerell, 1917” (på engelska). Integrated Taxonomic Information System (ITIS). https://www.itis.gov/servlet/SingleRpt/SingleRpt?search_topic=TSN&search_value=714939#null. Läst 2 juni 2024.
6. ↑  Williams et al., The bumblebees of Sichuan (Hymenoptera: Apidae, Bombini) sid. 32